# 广西布政使
广西承宣布政使、简称广西布政使，驻桂林府，明、清两朝广西承宣布政使司行政首长。
清朝顺治初仍明制，设左、右布政使各1人，康熙四年（1666年），定设布政使一人，从二品，俗称“藩司”，专管全省的财赋和民政。年额俸银155两，养廉银6000两。门子、皂隶、轿伞扇夫共24名，库子14名，听事4名，快手（缉捕、行刑等职事的差役）12名，通共54名。
属官有：经历司经历1人，掌出纳文移，年额俸银60两，养廉银150两。门子、马夫、皂隶共6名。宣统元年三月十九日（1909年5月8日）裁撤经历。广盈库大使（管仓库低级官吏）1人，年俸银40两，养廉银无。皂隶2名。
承宣布政使职权为：掌管财政；调查户口；宣布朝廷命令；监督及转免所属官吏，对道府以下文官实行调撤审查；参予省内重大政事；参予审判事务。总揽一省之财政、人事和民政。自嘉庆六年至宣统三年，清廷起用了61任广西布政使，其中任职最长的为潘恭辰，在任6年。

## 列表
| 姓名   | 籍贯       | 出身   | 任职                                                                             | 离职 |
| ------ | ---------- | ------ | -------------------------------------------------------------------------------- | --- |
| 清安泰 | 满洲镶黄旗 | 进士   | 嘉庆五年二月二十八（1800年3月23日），由湖南按察使升任。                          | 嘉庆七年十一月二十五（1802年12月19日），调任浙江布政使。                                                    |
| 恩长   | 满洲镶蓝旗 |        | 嘉庆七年十一月二十五，由安徽按察使升任。                                         | 嘉庆十一年八月十六（1806年9月27日），升任广西巡抚。                                                         |
| 李鋐   | 山东寿光县 | 进士   | 嘉庆十一年八月十六，由山西按察使升任。                                           | 嘉庆十五年四月二十六（1810年5月28日），年老召京以三品京堂用。                                               |
| 齐布森 | 满洲镶红旗 |        | 嘉庆十五年四月二十六，由户部主事升任。                                           | 嘉庆十五年十一月十四（1810年12月10日），同贵州布政使互调。                                                  |
| 陈预   | 顺天宛平   | 庶吉士 | 嘉庆十五年十一月十四，由贵州布政使调任。                                         | 嘉庆十六年九月二十三（1811年11月8日），同江宁布政使互调。                                                   |
| 史积容 | 顺天宛平   | 进士   | 嘉庆十六年九月二十三，由江宁布政使调任。                                         | 嘉庆十九年六月初五（1814年7月21日），革职。                                                                 |
| 叶绍桂 | 浙江归安   | 庶吉士 | 嘉庆十九年六月初五，由大理寺少卿调任。                                           | 嘉庆二十二年九月十二（1817年10月22日），升任广西巡抚。                                                      |
| 富纶   |            |        | 嘉庆二十二年九月十二，由安徽按察使升任。                                         | 嘉庆二十三年十月二十（1818年11月18日），解任，同年十月二十四日（11.22日），革职（以偏执诬讦，出入罪名日）。 |
| 继昌   | 满洲正白旗 | 举人   | 嘉庆二十三年十月二十，由大理寺卿调代，二十五年十月十三（1820年11月18日），任命。 | 道光元年（1821年），丁忧免任。                                                                              |
| 嵩溥   | 满洲正蓝旗 |        | 道光元年九月十六（1821年10月11日），由湖南按察使升任。                           | 道光三年九月十三（1823年10月16日），同江西布政使互调。                                                      |
| 潘恭辰 | 浙江钱塘   | 进士   | 道光三年九月十三，由江西布政使调任。                                             | 道光九年（1829年），丁忧免任。                                                                              |
| 周之琦 | 河南祥符   | 庶吉士 | 道光九年七月初九（1829年8月8日），由浙江按察使升任。                             | 道光十二年二月十八（1832年3月19日），升任江西巡抚。                                                         |
| 郑祖琛 | 浙江乌程   | 进士   | 道光十二年二月十八，由福建按察使升任。                                           | 道光十四年正月十六（1834年2月24日），同福建布政使互调。                                                     |
| 花杰   | 贵州贵筑   | 庶吉士 | 道光十四年正月十六，由福建布政使调任。                                           | 道光十七年十月三十（1837年11月27日），同江西布政使互调。                                                    |
| 李恩绎 | 汉军正白旗 | 庶吉士 | 道光十七年十月三十，由江西布政使调任。                                           | 道光十九年六月十六（1839年7月26日），因病解任。                                                             |
| 陆费瑔 | 浙江桐乡   | 副贡   | 道光十九年六月十六，由直隶按察使升任。                                           | 道光十九年八月初七（1839年9月14日），调任直隶布政使。                                                       |
| 王惟   |            |        | 道光十九年八月初七，由云南按察使升任。                                           | 道光二十年十二月十三（1841年1月5日），调任太仆寺卿。                                                        |
| 程矞采 | 江西新建   | 进士   | 道光二十年十二月十三，由服阙江苏布政使调任。                                     | 道光二十年十二月十四（1841年1月6日），同江苏布政使互调。                                                    |
| 邵甲名 | 顺天大兴   | 庶吉士 | 道光二十年十二月十四，由江苏布政使调任。                                         | 道光二十四年正月初八（1844年2月25日），因病解任。                                                           |
| 张祥河 | 江苏娄县   | 进士   | 道光二十四年正月初八，由河南按察使升任。                                         | 道光二十五年（1845年），丁忧，免。                                                                          |
| 孔继尹 | 云南通海   | 进士   | 道光二十五年七月初四（1845年8月6日），由广东按察使升任。                         | 道光二十八年（1848年），解任。                                                                              |
| 云麟   | 满洲       | 进士   | 道光二十八年六月初七（1848年7月7日），由甘肃按察使升任。                         | 道光二十八年九月二十六（1848年10月22日），因病解任。                                                        |
| 张云藻 | 江苏仪征   | 庶吉士 | 道光二十八年九月二十六，由安徽按察使升任。                                       | 道光二十九年八月十八（1849年10月4日），因病解任。                                                           |
| 劳崇光 | 湖南善化   | 庶吉士 | 道光二十九年八月十八，由湖北布政使调任。                                         | 咸丰二年四月二十六（1852年6月13日），升任广西巡抚。                                                         |
| 吴鼎昌 | 江苏上元   | 进士   | 咸丰二年四月二十七（1852年6月14日），由甘肃按察使升任。                          | 咸丰四年四月十三（1854年5月9日），调任太常寺卿。                                                            |
| 胡兴仁 | 湖南保靖   | 拔贡   | 咸丰四年四月十四（1854年5月10日），由四川按察使升任。                            | 咸丰七年十一月初九（1857年12月24日），召京。                                                                |
| 曹澍钟 | 湖北江夏   | 庶吉士 | 咸丰七年十一月初九，由四川按察使升任。                                           | 咸丰九年四月十九（1859年5月21日），升任广西巡抚。                                                           |
| 李承恩 | 山西       | 监生   | 咸丰九年四月十九，由广西按察使升任。                                             | 咸丰九年罢。                                                                                                |
| 蒋益澧 | 湖南湘乡   |        | 咸丰九年四月二十六（1859年5月28日），由广西按察使升任。                          | 咸丰九年九月十三（1859年10月8日），降为道员。                                                               |
| 李闲   | 山西高平   | 进士   | 咸丰九年九月十三，由广西按察使升任。                                             | 咸丰九年十月二十三日离职。                                                                                  |
| 刘长佑 | 湖南新宁   | 拔贡   | 咸丰九年十月二十三（1859年11月17日），由广西按察使升任。                         | 咸丰十年闰三月十二（1860年5月2日），升任广西巡抚。                                                          |
| 张凯嵩 | 湖北江夏   | 进士   | 咸丰十年闰三月十二，由广西按察使升任。                                           | 同治元年闰八月二十四（1862年10月17日），升任广西巡抚。                                                      |
| 刘坤一 | 湖南新宁   | 廪生   | 同治元年闰八月二十五（1862年10月18日），由广东按察使升任。                       | 同治四年五月二十一（1865年6月14日），升任江西巡抚。                                                         |
| 苏凤文 | 贵州贵筑   | 举人   | 同治四年五月二十一，由广西按察使升任。                                           | 同治六年十月十七（1867年11月12日），升任广西巡抚。                                                          |
| 江忠濬 | 湖南新宁   |        | 同治六年十月十七，由四川布政使调任。                                             | 同治八年五月十五（1869年6月24日），召京后罢免。                                                             |
| 康国器 | 广东南海   |        | 同治八年五月十六（1869年6月25日），由福建按察使升任。                            | 同治十一年八月十三（1872年9月15日），召京后罢免。                                                           |
| 文格   | 满洲正黄旗 | 进士   | 同治十一年八月十三，由前任广东布政使调任。                                       | 光绪元年四月二十八（1875年6月1日），调任四川布政使。                                                        |
| 严树森 | 四川新繁   | 举人   | 光绪元年四月二十八，由广西按察使升任。                                           | 光绪元年十一月初五（1875年12月2日），代任广西巡抚。                                                         |
| 杨重雅 | 江西德兴   | 庶吉士 | 光绪元年十一月初六（1875年12月3日），由甘肃按察使升任。                          | 光绪三年十一月十一（1877年12月15日），升任广西巡抚。                                                        |
| 勒方锜 | 江西新建   |        | 光绪三年十一月十一，由江苏按察使升任。                                           | 光绪三年十二月初六（1878年1月8日），调任江苏布政使。                                                        |
| 范梁   | 浙江钱塘   | 进士   | 光绪三年十二月初六，由直隶按察使升任。                                           | 光绪七年闰七月十七（1881年9月10日），召京另候简用。                                                         |
| 倪文蔚 | 安徽望江   | 庶吉士 | 光绪七年闰七月十七，由广东按察使升任。                                           | 光绪八年正月二十四（1882年3月13日），升任广西巡抚。                                                         |
| 徐延旭 | 山东临清   | 进士   | 光绪八年正月二十四，由湖北安襄郧荆道道员升任。                                   | 光绪九年九月初九（1883年10月9日），升任广西巡抚。                                                           |
| 张梦元 | 直隶天津   | 举人   | 光绪九年九月初九，由前福建按察使、船政督办调任。                                 | 光绪十一年六月十一（1885年7月22日），调任福建布政使。                                                       |
| 李秉衡 | 奉天海城   | 捐纳   | 光绪十一年六月十一，由广西按察使升任。                                           | 光绪十三年八月二十九（1887年10月15日），病休。                                                              |
| 马丕瑶 | 河南安阳   | 进士   | 光绪十三年八月三十（1887年10月16日），由贵州按察使升任。                         | 光绪十五年八月初六（1889年8月31日），升任广西巡抚。                                                         |
| 张联桂 | 江苏江都   |        | 光绪十五年八月初六，由广西按察使升任。                                           | 光绪十八年二月初十（1892年3月8日），升任广西巡抚。                                                          |
| 黄槐森 | 广东香山   | 庶吉士 | 光绪十八年二月十一（1892年3月9日），由贵州按察使升任。                           | 光绪二十一年八月初九（1895年9月27日），升任云南巡抚。                                                       |
| 游智开 | 湖南新化   | 举人   | 光绪二十一年八月二十（1895年10月8日），由前广东布政使调任。                      | 光绪二十五年正月初六（1899年2月15日），因病解职。                                                           |
| 魁元   | 满洲       |        | 光绪二十五年正月初六，由广东按察使升任。                                         | 光绪二十五年（1899年），罢。                                                                                |
| 李兴锐 | 湖南浏阳   |        | 光绪二十五年七月二十八（1899年9月2日），由福建布政使调任。                       | 光绪二十六年九月二十六日（1900年11月17日），升任江西巡抚。                                                  |
| 张曾   | 直隶南皮   | 庶吉士 | 光绪二十六年九月二十六，由湖南布政使调任。                                       | 光绪二十八年六月二十三日（1902年7月27日），调任四川布政使。                                                 |
| 汤寿铭 |            |        | 光绪二十八年六月二十三，由安徽布政使调任。                                       | 光绪二十九年闰五月十三日（1903年7月7日），革职（吏治废驰日）。                                              |
| 胡湘林 | 江西新建   | 庶吉士 | 光绪二十九年闰五月十三，由湖南按察使升任。                                       | 光绪二十九年九月三十日（1903年11月18日），调任广东布政使。                                                  |
| 张廷燎 | 河南舞阳   | 庶吉士 | 光绪二十九年九月三十，由前浙江布政使调任。                                       | 光绪三十年五月二十三日（1904年7月6日），同云南布政使互调。                                                  |
| 刘春霖 | 贵州安顺   | 庶吉士 | 光绪三十年五月二十三，由云南布政使调任。                                         | 光绪三十年八月二十七日（1904年10月6日），调任湖南布政使。                                                   |
| 张廷燎 | 河南舞阳   | 庶吉士 | 光绪三十年八月二十七，由云南布政使调任。                                         | 光绪三十一年六月十七日（1905年7月19日），开缺候简。                                                         |
| 张鸣岐 | 山东海丰   | 举人   | 光绪三十一年六月十七，由广西太平思顺道道员调代。                                 | 光绪三十二年十一月十四日（1906年12月29日），升任广西巡抚。                                                  |
| 余诚格 | 安徽望江   | 庶吉士 | 光绪三十二年十一月十四，由广西按察使升任。                                       | 宣统元年四月初九日（1909年5月27日），病免。                                                                 |
| 魏景桐 | 湖南新化   |        | 宣统元年四月初九，由广东按察使升任。                                             | 宣统三年闰六月初二日（1911年7月27日），病免。                                                               |
| 王芝祥 | 顺天通州   | 举人   | 宣统三年闰六月初二，由广西提法使升任。                                           | 清朝灭亡 |